# ناحیه پارو

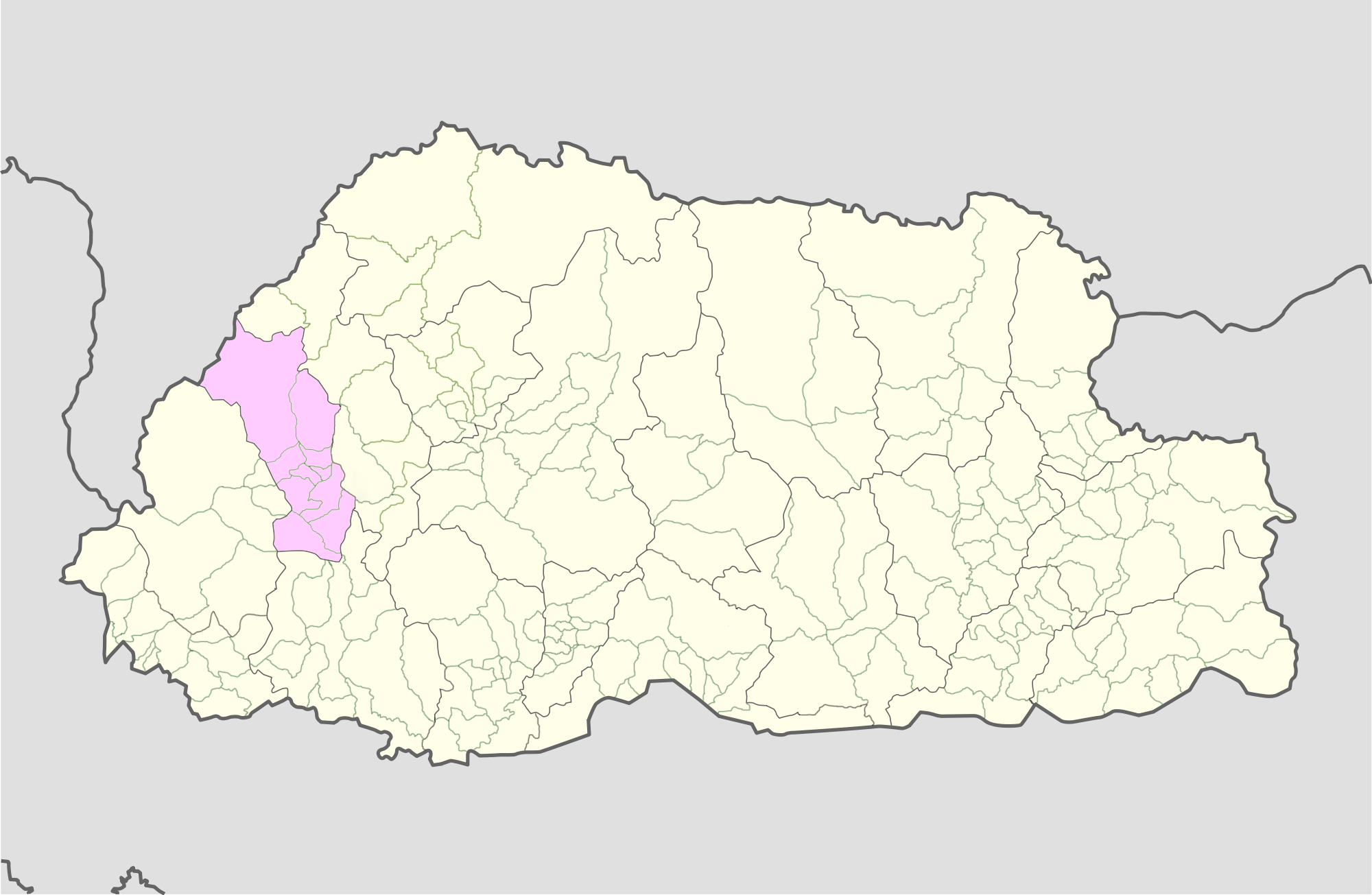
استان پارو

پارو (به لاتین: Paro) یکی از استان‌های بوتان  است. مرکز این استان، شهر پارو می‌باشد.

## جمعیت
جمعیت این استان در یک سرشماری در مارس سال ۲۰۰۵، ۲۰٬۰۰۰   نفر تشخیص داده شده است.

## نگار خانه

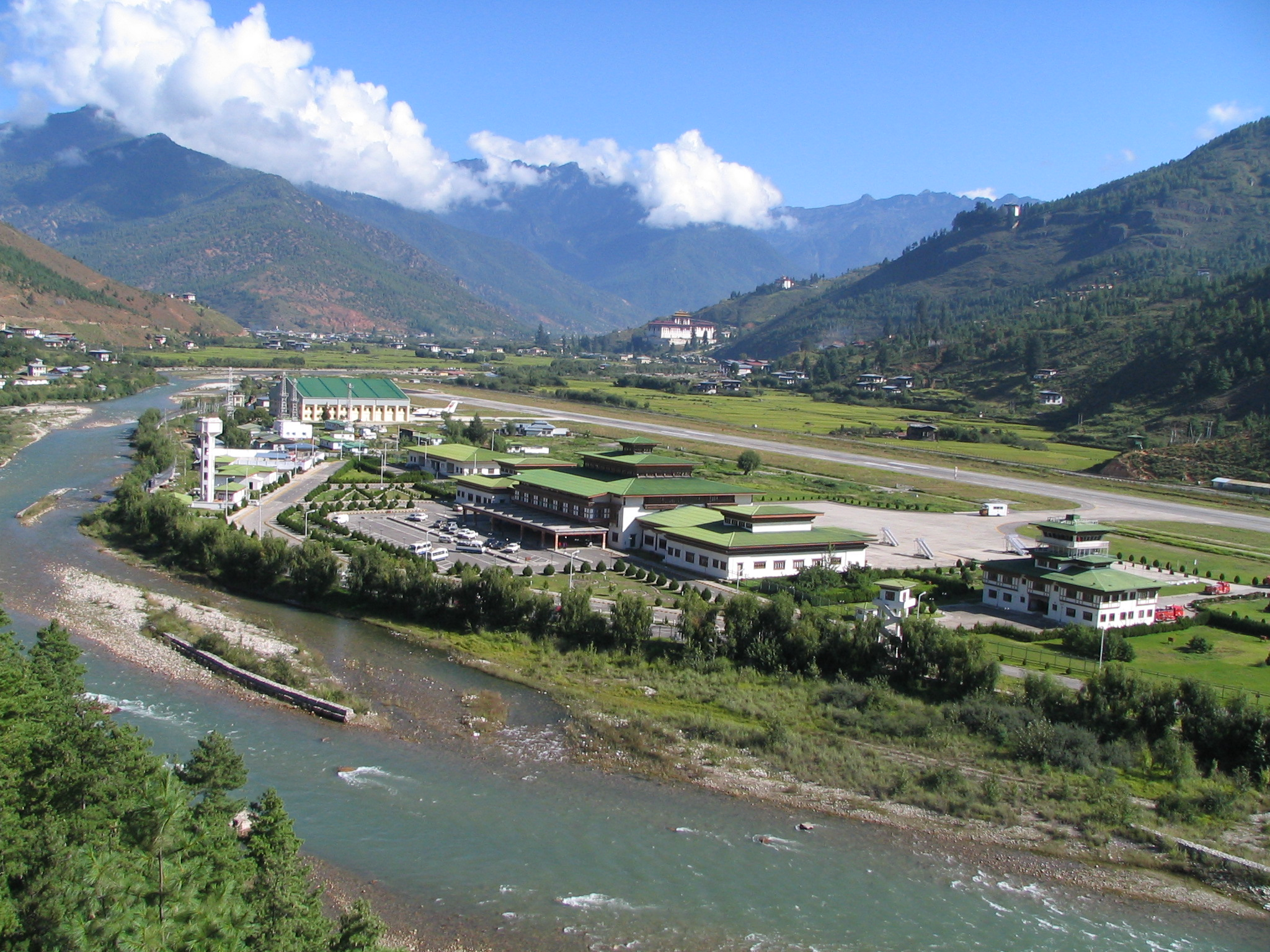
فرودگاه پارو